# Jugoslavija (časnik)
Jugoslavija (1918–1922) je bil dnevni politični časopis, ki je izhajal v Ljubljani.
Prva številka je izšla 15. decembra 1918, urednik pa je bil Anton Pesek.